# Luis Morales Rodríguez
Luis Morales Rodríguez (San Mateo Tza’miximulew, Quetzaltenango, 1992) es una persona guatemalteca, profesional en sociología, licenciada en letras y dramaturgia. Ha ganado en dos ocasiones (2011 y 2014) de los Juegos Florales hispanoamericanos de Quetzaltenango en la rama de poesía. Practica la docencia universitaria y es especialista en literatura maya y colonial de Guatemala. Pertenece a la Organización de Locas Centroamericanas y del Caribe-ODELCA-, publica fanzines y realiza intervenciones en espacios públicos.

## Publicaciones

### Teatro
- Un puñado de cicatrices (Antología Modelo 90. Volumen I, 2019, editorial Los Zopilotes)

### Poesía
- Niebla púrpura: o, Nada es importante (2018, Sion Editorial)[6]

### Artículos
- Visitar una herida (2020)[7]